# Altınova/Agios Iakovos
Altınova (griechisch Άγιος Ιάκωβος Agios Iakovos) ist ein Dorf auf der Karpas-Halbinsel im Norden der Mittelmeerinsel Zypern. Der Ort liegt im Distrikt İskele der 1983 gegründeten, jedoch international nicht anerkannten Türkischen Republik Nordzypern. 2011 hatte Altınova 229 Einwohner.

## Geschichte
Bei Ausgrabungen in den 1960er Jahren trat eine spätbronzezeitliche Siedlung zu Tage.
Während der osmanischen Zeit (1570/71–1878) wurden Zählungen der Bevölkerung zum Zweck der Abgabenerhebung durchgeführt. Daher zählte man nur die (männlichen) Haushaltsvorstände. In Altınova waren dies 1831 genau 32 Einwohner, von denen bis auf einen alle als „Türken“ galten. 
Als die Briten 1878 die Herrschaft übernommen hatten, ergab 1891 deren Zensus 132 „türkische“ und vier „griechische“ Einwohner – ausschlaggebendes Kriterium für diese Zuweisung war ausschließlich die Religion. 1901 zählte man im Dorf keinen Griechen mehr, sondern nur noch 135 Türken. In den folgenden Zählungen stagnierte die Einwohnerzahl zwischen 196 (1911) und 194 (1921), um bis 1931 auf 211 anzusteigen. Dabei zählte man 1911 genau 14 Griechen, in den beiden folgenden Zensus jedoch nur noch jeweils einen einzigen. Spätestens ab 1946 stieg die Zahl der türkischen Dorfbewohner auf 307, 1960 gar auf 365, während die Griechen aus der türkischen Enklave verschwanden. Seither leben keine Griechen mehr im Ort.
1964 nahm das Dorf, das den Vorposten der Enklave darstellte, viele türkische Flüchtlinge auf, die aus Arnadi/Kuzucuk, Boğaztepe/Monarga und Sygkrasi/Sınırüstü kamen. 1970 lebten jedoch nur noch die ursprünglichen Einwohner in Altınova, von denen niemand fliehen musste. Ihre Zahl wurde 1971 auf etwa 400 geschätzt, 1978 zählte man noch 374. Seither verliert der Ort vor allem die Jüngeren. 1996 zählte man nur noch 255 Einwohner, 2006 hatte er nur noch 250, im Jahr 2011 waren es noch 229.